# オースティン・チェンバレン
サー・ジョゼフ・オースティン・チェンバレン（Sir Joseph Austen Chamberlain, KG、1863年10月16日 - 1937年3月17日）は、イギリスの政治家。
植民地大臣を務めたジョゼフ・チェンバレンの長男。首相を務めたネヴィル・チェンバレンは異母弟。ミドルネームのオースティンを主に使用した。
自由統一党、後に保守党に所属。保守党内閣や挙国一致内閣において財務大臣（在職1903年-1905年、1919年-1921年）やインド大臣（在職1915年-1917年）、外務大臣（在職1924年-1928年）などの閣僚職を歴任した。
外務大臣在職中の1925年にはロカルノ条約を締結してヨーロッパの緊張緩和に努め、その功績でノーベル平和賞を受賞した。

## 経歴

### 政界入りまで
1863年10月16日に後に政治家となる実業家ジョゼフ・チェンバレンとその妻ハリエット（旧姓ケンルック）の間の長男としてバーミンガムに生まれる。
ラグビー校を経てケンブリッジ大学トリニティ・カレッジへ進学した。その後渡仏し、パリ政治学院の前身たる自由政治科学学院で学んだ。

### 政界入り
1892年3月30日に東ウスター選挙区から選出されて自由統一党所属の庶民院議員となる。
1893年に時の自由党首相ウィリアム・グラッドストンが提出したアイルランド自治法案に反対する処女演説を行った。これを聞いたグラッドストンが父親ジェゼフ・チェンバレンに向かって「息子の処女演説は父親にとって貴重であり気持ちのいいものだと思います」と述べ、ジョゼフ・チェンバレンが深々と頭を下げる一幕があった。
保守党への政権交代後、1895年から1900年まで海軍民事政務官、1900年から1902年まで財務担当政務次官、1902年から1903年まで郵政長官を経て、1903年10月から1905年12月まで財務大臣を務めた。異例の若年での財務大臣就任となったが、これは帝国特恵関税制度の必要性を唱えて植民地大臣を辞することになった父ジェゼフ・チェンバレンやその支持者の関税改革論者たちをなだめるための人事だった。

### 自由党政権下の野党時代
1905年に自由党への政権交代があり、野党議員となった。チェンバレンは積極的な海軍軍拡を主張し、ドレッドノート型戦艦6艦の建造を要求。4隻建造に抑えようとするアスキス首相を「絞首刑に値する」となじった。
1911年に自由党政権が提出してきた庶民院の優越を定める議会法案をめぐっては、初代ハルズベリー伯爵ハーディング・ギフォードや第2代セルボーン伯爵ウィリアム・パーマー、第4代ソールズベリー侯爵ジェイムズ・ガスコイン＝セシル、エドワード・カーソンらとともに強硬に法案に反対し、自由党系貴族大量任命を恐れて妥協に傾く党首アーサー・バルフォアの弱腰を批判し、自由党政権に対する徹底抗戦を唱えた。だが結局バルフォアの息のかかった妥協派貴族院議員たちの賛成を得て議会法は可決。これに憤慨したチェンバレンはF.E.スミスらとともに「B・M・G（バルフォアよ、去れ）」運動を開始し、バルフォアを党首辞職に追い込んだ。
後任の党首を巡ってはチェンバレンかウォルター・ロングであろうという下馬評があったが、二人ともこれ以上党の団結を壊してまで争うことを快しとしていなかったので辞退した。その結果アンドルー・ボナー・ローが後任の党首となった。

### 第一次世界大戦
第一次世界大戦中の1915年5月に成立した挙国一致内閣ではインド大臣に就任。
戦死者の急増で兵員が枯渇してくるとロイド・ジョージやウィンストン・チャーチル、セルボーン伯爵、初代カーゾン伯爵ジョージ・カーゾン、第5代ランズダウン侯爵ヘンリー・ペティ＝フィッツモーリスといった閣僚たちとともに徴兵制導入の主要論者となり、慎重派閣僚たちを退けて、1916年5月に18歳から41歳の男性を一律に即時徴兵する1916年兵役法を可決させることに成功した。そしてカーゾンとともに軍部に賛同して70個師団説を強く推し、財政的に不可能だと主張するレジナルド・マッケナと対立した。
1916年12月に政変でアスキス内閣が倒れ、ロイド・ジョージ内閣が成立。チェンバレンは引き続きインド大臣に在職した。1918年4月から1919年10月まで戦時内閣のメンバーとなる。
戦後の1919年1月から1921年4月にかけて財務大臣に就任。

### 保守党指導者
1921年3月にボナー・ローが健康を理由に党首を辞すと、3月21日の保守党議員の会合の席上でチェンバレンが下院保守党指導者に選ばれた。当時保守党内では連立の破棄を求める者が増えていたが、チェンバレンは連立解消には慎重派だった。
1921年10月には英国代表団の一員としてロイド・ジョージ首相とともにアイルランドへ赴き、シン・フェイン党代表との会談に出席している。この交渉が長引いている間、チェンバレンは保守党内の対アイルランド強硬派から激しい批判を受けるようになった。彼らはアイルランドへのいかなる譲歩にも反対し、保守党党首がこのような会談の片棒を担ぐことに反対していた。
こうした不満層を抑えながら党運営と挙国一致内閣の維持にあたったが、1922年10月19日のカールトン・クラブにおける保守党議員の会合で連立反対を意味する決議が行われた。これによりチェンバレンは失脚を余儀なくされ、保守党の協力を前提としているロイド・ジョージ内閣も総辞職することになった。その後11月15日の総選挙を経て保守党政権が誕生するものの、ロイド・ジョージに忠実なチェンバレンにとってそれは敗北だった。以降チェンバレンは1924年に第二次ボールドウィン内閣が組閣されるまで閣僚職につかなかった。

### 外務大臣

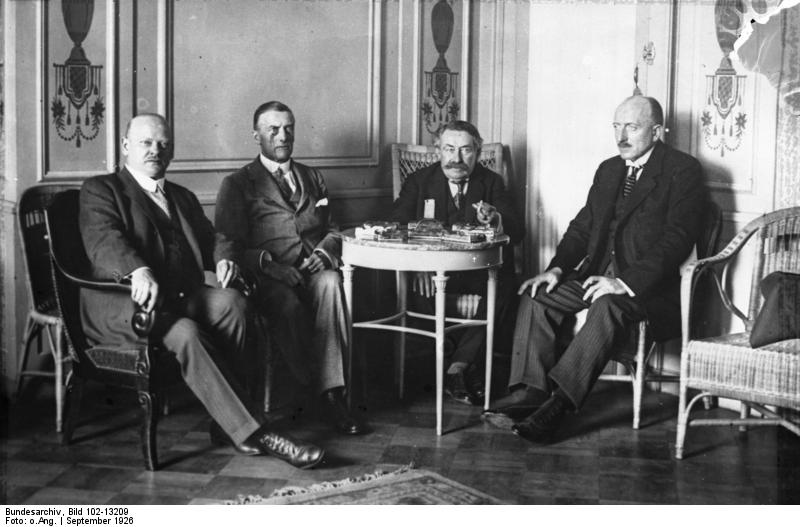
1925年9月のロカルノ会議。左からグスタフ・シュトレーゼマン、オースティン・チェンバレン、アリスティード・ブリアン、カール・フォン・シューベルト

1924年11月から1929年6月に第2次ボールドウィン内閣の外務大臣に就任。1925年にはスイス・ロカルノにおいてドイツ・フランス・イタリア・ベルギーとの間に西ヨーロッパの国境維持、相互不可侵、ラインラント現状維持を旨とするロカルノ条約を締結した。この功績で1925年にガーター勲章を授けられ、ノーベル平和賞を受賞した。さらに1928年8月にはロカルノ条約締結国の他、アメリカや日本、ソ連なども含めた15か国との間にケロッグ＝ブリアン条約（不戦条約）を締結した。
1929年6月に労働党政権への政権交代でアーサー・ヘンダーソンに後事を託して辞職したが、ヘンダーソンはチェンバレンが作った英独仏協力体制より国際連盟の枠組みを重視する傾向があり、ヨーロッパの緊張が高まらせる結果となる。

### 晩年
1931年8月から11月にかけて、マクドナルドの挙国一致内閣に一時海軍大臣として入閣した。
1932年に異母弟で財務大臣を務めていたネヴィル・チェンバレンが父ジョゼフの悲願だった帝国特恵関税制度の導入を議会で報告した際にはオースティンとネヴィルは手を握り合い、議場から拍手を受けた。
1937年3月17日に死去した。

## 家族

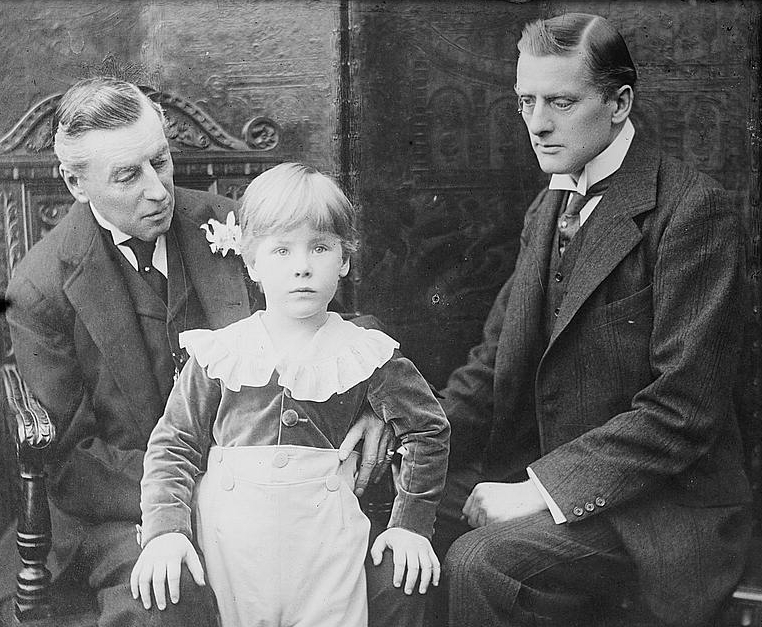
チェンバレン家三代。父ジョゼフ・チェンバレン（左）、長男ジョゼフ・チェンバレン（中央）、オースティン・チェンバレン（右）

父はジョゼフ・チェンバレン。母はその最初の妻であるハリエット（旧姓ケンルック）である。同母姉にビアトリス(Beatrice)がいる。父はハリエットとの死別後、ハリエットの従姉妹フロレンス（旧姓ケンルック）と再婚。その間の子として、異母弟ネヴィル、異母妹のアイダ (Ida)、ヒルダ (Hilda)、エシル (Ethel)がいる。
1906年に陸軍軍人の娘アイビー・ムリエル・ダンダス(Ivy Muriel Dundas,1878-1941)と結婚。彼女との間に以下の3子を儲けた。
- 第一子(長男)ジョゼフ・チェンバレン(Joseph Chamberlain, 1907-1979)
- 第二子(長女)ベアトリス・ダイアナ・ダンダス・チェンバレン(Beatrice Diana Dundas Chamberlain4 1912-1999)
- 第三子(次男)ローレンス・エンディコット・チェンバレン(Lawrence Endicott Dundas Chamberlain, 1917-2003)